# Conquista (Córdoba)
Conquista er en by og kommune i det sydlige Spanien i provinsen Córdoba. Den har et indbyggertal på 373 (2024) indbyggere.